# Heinrich Dagn
Heinrich Dagn (* 15. Juli 1808 in Grabenhäusl zu Ruhpolding; † 15. November 1890 in Kraiburg am Inn) war ein deutscher Kirchenmaler.

## Leben
Heinrich Dagn studierte bei dem Kunstmaler Nikolaus Weidtinger aus Ebbs in Tirol. Dieser war bei Arbeiten in Ruhpolding auf den jungen Dagn aufmerksam geworden. Anschließend lernte und arbeitete er bei Sebastian Rechenauer d. Ä. in Neubeuern sowie bei Baptist Luiginger in Wasserburg am Inn. 1839 legte er in der Gewerbeschule zu Freising die Meisterprüfung ab. Er wirkte als Kunstmaler u. a. in Ebbs, Freising und Erding. 1840 arbeitete er in Buchbach. 
Dagn heiratete 1840 Josefa Mang, eine Enkeltochter des Mühldorfer Barockmalers Balthasar Mang d. Ä. (1720–1803) und erhielt dadurch die gewerbliche Konzession in Buchbach [am 23. November 1840 durch das Landgericht Neumarkt ausgestellt]. Gegen Ende seines Lebens wirkte er vor allem im Raum Kraiburg, wo er 1890 verstarb. 
Auch sein Sohn Peter Dagn (1847–1921) war ein Kirchenmaler.

## Werke
- Drei Altäre und Kanzel in St. Martin und St. Magdalena (Obertaufkirchen), 1848
- Drei Altäre in Mariä Heimsuchung (Frauenornau)
- Zwei Altäre in St. Stephan (Pfaffenkirchen)
- Theatrum sanctum – Heiliges Grab in der Wallfahrtskirche Fißlkling[1]
- Altarblätter der Seitenaltäre der Pfarrkirche St. Jakobus d. Ä. in Buchbach (nicht mehr erhalten)[2]
- Neufassung von Kanzel und Seitenaltären der Kirche St. Erasmus, Waldkrailburg[3]